# Соснін Леонід Антонович
Леонід Антонович Соснін (8 серпня 1895, селище Очер Пермської губернії, тепер місто Пермського краю, Російська Федерація — 18 червня 1973, місто Москва) — радянський державний діяч, народний комісар промисловості будівельних матеріалів СРСР. Кандидат у члени ЦК ВКП(б) у 1939—1952 роках. Депутат Верховної ради Російської РФСР 1-го скликання.

## Життєпис
Народився в селянській родині. У 1914—1915 роках працював мастильником-вагарем, обхідником вагонів, спостерігачем вагонного господарства залізничної станції Нижній Тагіл.
З вересня 1915 по 1917 рік служив у російській імператорській армії: рядовий, унтер-офіцер 4-го саперного полку в місті Самарі.
Член РСДРП(б) з квітня 1917 року.
У 1917—1918 роках — комісар штабу Казанського військового округу і Казанського артилерійського штабу.
У травні — вересні 1918 року — голова Астраханської військово-революційної ради; військовий комісар Астраханської губернії.
У серпні 1918 — вересні 1919 року — в Червоній армії: командир загону, командир полку 12-ї та 10-ї армій.
У вересні — грудні 1919 року — помічник військового комісара Челябінської губернії.
У січні — травні 1920 року — військовий комісар Єкатеринбурзької губернії.
У травні 1920 — вересні 1921 року — в Червоній армії: командир 3-го Уральського полку 9-ї і 11-ї армій Південного фронту.
У вересні 1921 — листопаді 1922 року — окружний військовий комісар Карачаєвської автономної області.
У листопаді 1922 — січні 1923 року — заступник голови військово-революційного трибуналу, помічник прокурора фронту.
У січні 1923 — 1927 року — прокурор Народного комісаріату юстиції РРФСР.
У 1927—1928 роках — прокурор Тамбовської губернії.
У 1928—1929 роках — прокурор Владимирської губернії.
У червні 1929 — вересні 1931 року — прокурор Івановської промислової області.
У жовтні 1931 — червні 1934 року — студент Всесоюзної промислової академії в Москві.
У 1934—1937 роках — начальник будівництва Варзобської гідроелектростанції Таджицької РСР.
У 1937—1938 роках — начальник будівництва Чирчицької гідроелектростанції Узбецької РСР.
У 1938 році — начальник Головного управління гідроенергобудівництва Народного комісаріату важкої промисловості СРСР.
У квітні 1938 — 24 січня 1939 року — заступник народного комісара важкої промисловості СРСР.
24 січня 1939 — 19 березня 1946 року — народний комісар промисловості будівельних матеріалів СРСР.
У березні 1946 — червні 1953 року — заступник міністра промисловості будівельних матеріалів СРСР.
У 1949 році екстерном закінчив Московський енергетичний інститут, інженер теплових мереж.
У червні 1953 — березні 1955 року — начальник Головного управління із виробництву шиферу, азбоцементних виробів і м'якої покрівлі Міністерства промисловості будівельних матеріалів СРСР.
У березні 1955 — жовтні 1957 року — заступник міністра будівництва електростанцій СРСР.
У жовтні 1957 року — начальник управління робітничого постачання Міністерства електростанцій СРСР.
З жовтня 1957 року — персональний пенсіонер союзного значення в Москві.
Помер 18 червня 1973 року в Москві. Похований на Новодівочому цвинтарі Москви.

## Нагороди
- два ордени Леніна (22.08.1945,)
- орден Червоного Прапора
- медалі